# قلعه کنجانچم
قلعه کنجانچم مربوط به اواخر دوره قاجار است و در شمال شرقی مهران، حاشیه جاده مهران به ایلام واقع شده و این اثر در تاریخ ۲۲ تیر ۱۳۷۹ با شمارهٔ ثبت ۲۷۴۳ به‌عنوان یکی از آثار ملی ایران به ثبت رسیده است.